# 王誼 (洪武進士)
王誼，字翰英，河南南陽府鄧州人，明朝政治人物、進士出身。

## 生平
鄉試三十二名。洪武四年，會試第三十五名，登進士二甲，授户部主计。